# Estudio Op. 10, n.º 12 (Chopin)

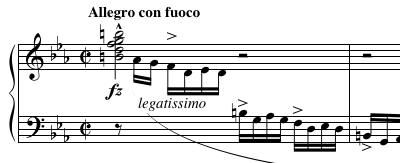
Inicio del Estudio "Revolucionario" Op. 10 n.º 12.

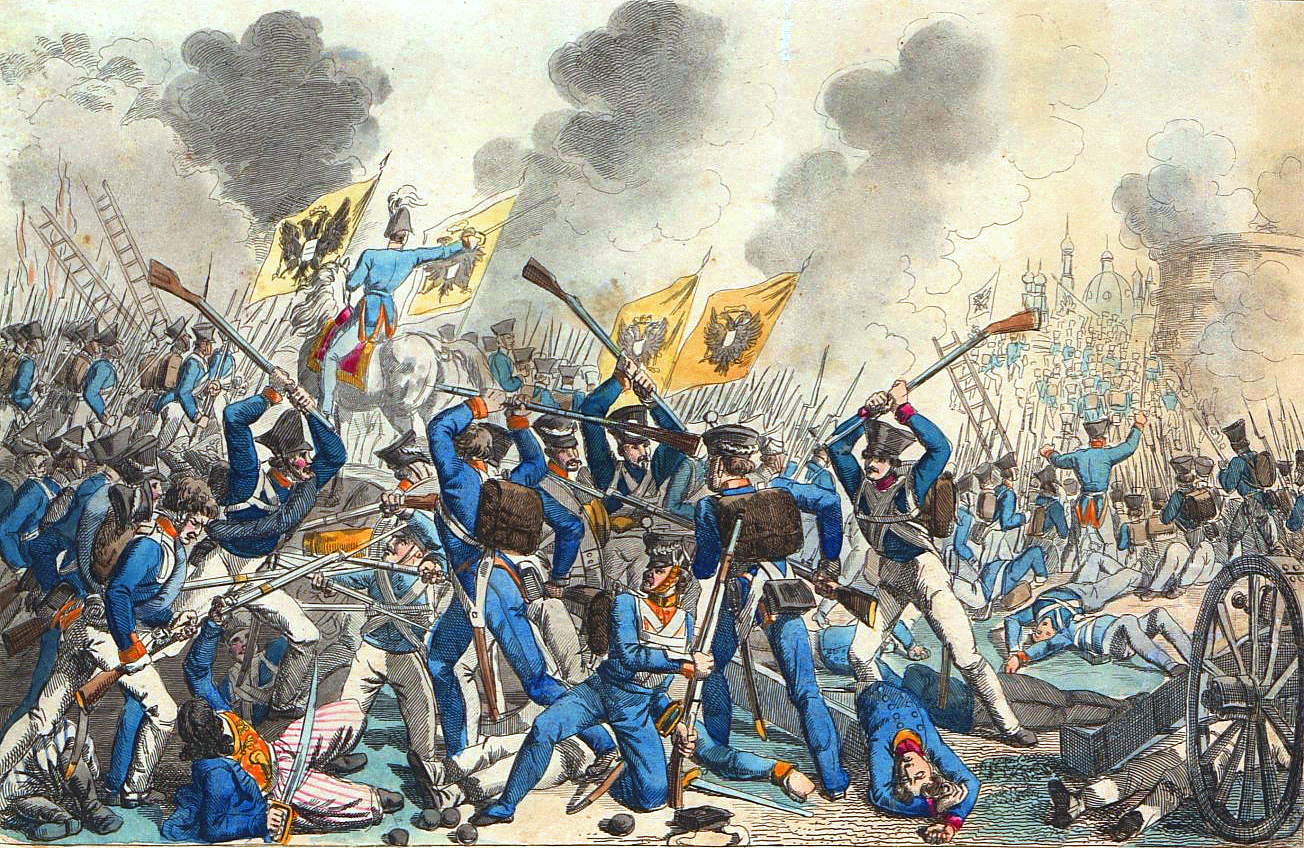
Asalto ruso en Varsovia en 1831, telón de fondo del Estudio Op. 10, n.º 12.

El Estudio Op. 10, n.º 12 en Do menor, conocido como Estudio Revolucionario, es una pieza para piano solo de Frédéric Chopin compuesta alrededor de 1831. Es el duodécimo de su primera serie de estudios (Doce Grandes Études) dedicados a su amigo Franz Liszt. Las dos series de estudios de Chopin, Opus 10 y Opus 25, son conocidas como Estudios de Chopin, aunque el compositor polaco tenga otros tres estudios menores.

## Contexto histórico
El estudio apareció aproximadamente con la Revolución de los Cadetes, el Levantamiento de noviembre en Polonia en 1831. Chopin no podía participar debido a su frágil estado de salud, así que descargó sus sentimientos sobre la revolución en muchas piezas musicales de las que la más conocida es este Estudio Revolucionario. Chopin dijo más tarde, a propósito del fracaso del alzamiento contra Rusia: "Todo eso me ha causado mucho dolor. ¡Quién podría haberlo previsto!". Por tanto, es de la Revolución de los Cadetes de donde toma el nombre este estudio. 
Al contrario que estudios de épocas anteriores, diseñados para enfatizar y desarrollar aspectos técnicos particulares, los estudios románticos de compositores como Liszt y Chopin se han utilizado frecuentemente como piezas de concierto, aunque siguen compartiendo el mismo objetivo de desarrollar la técnica frente al instrumento.

## Técnica
En el caso de este estudio, la técnica requerida en los compases iniciales son escalas rápidas, largas y hacia tonos graves principalmente con la mano izquierda, mientras que la derecha toca acordes que exigen abrir bastante la mano. La duración y la repetición de estas veloces frases caracterizan al Estudio Revolucionario. Aunque las interminables semicorcheas en la mano izquierda suponen el mayor desafío, la mano derecha también debe hacer frente a la polirritmia utilizada con una sofisticación creciente para tocar el mismo tema durante varias frases paralelas seguidas. 

## Influencias recibidas
El final del Estudio Op. 10 n.º 12 hace referencia a la última sonata para piano de Ludwig van Beethoven, que además estaba escrita con la misma armadura. Se sabe que Chopin admiraba esa sonata. Se pueden comparar los compases 77-81 del estudio con los 150-152 del primer movimiento de la sonata del alemán.

## Adaptaciones
- El conjunto Renaissance usó la pieza en su álbum Prologue de 1972 para la introducción del tema que daba título al álbum. Fue compuesta por Michael Dunford, pero la introducción fue más bien una contribución del pianista John Tout.
- Renombrada como "Rock revolution" y con un aire disco, apareció en el concurso "Interceptor" de la cadena ITV. Era la música del programa y fue adaptada por Zack Laurence en 1989.
- El pianista del siglo XIX Alexander Dreyschock aprendió a tocar los pasajes de semicorcheas en octavas. Los observadores de sus conciertos dijeron que lo hacía con el tiempo correcto. Cuando Dreyschock decidió aprender a hacer esto necesitó dieciséis horas diarias para superar los problemas técnicos.[2]
- En el juego de lucha "The King of Fighters 2003", la música relacionada con Adelheid, uno de los jefes, toma partes de esta pieza. En el juego es llamada "The Revolutionary Étude - RII" (革命のエチュード〜RⅡ, kakumei no echūdo ā tsū?).
- El compositor japonés Tsunku cogió partes del Estudio Revolucionario para la canción "Jiriri Kiteru", que fue escrita para el grupo Berryz Koubou.
- En el primer solo de piano de "Sonido bestial" de Richie Ray y Bobby Cruz se toca dos veces una versión ralentizada de este estudio.
- El Estudio Op. 10 n.º 12 se toca completo en el videojuego Eternal Sonata por el pianista ruso Stanislav Bunin. El videojuego está inspirado por la obra musical de Chopin.
- Se puede encontrar una versión electrónica de este estudio en el juego rítmico DDRMAX2 Dance Revolution 7thMix y en algunas versiones más modernas. La canción se llama Kakumei y fue remezclada por Naoki y DJ Taka
- En el juego de rompecabezas "Catherine" (2011) aparece en el enfrentamiento final, contra Thomas Mutton.
- En el juego rítmico "Pump It Up infinity" y "Pump It Up prime 2015" max&doom hacen una mezcla llamándola "the revolution".[cita requerida]
- En el juego rítmico "Cytus" aparece un remix en violín llamado "revoluxionary".[cita requerida]
- Podemos escucharlo, en breves e intermitentes fragmentos de una  espléndida secuencia , en la película de Luis Buñuel, "Tristana" (1970).